# 87. Kongress der Vereinigten Staaten
Der 87. Kongress der Vereinigten Staaten, bestehend aus dem Repräsentantenhaus und dem Senat, war die Legislative der Vereinigten Staaten. Seine Legislaturperiode dauerte vom 3. Januar 1961 bis zum 3. Januar 1963. Alle Abgeordneten des Repräsentantenhauses sowie ein Drittel der Senatoren (Klasse II) waren im November 1960 bei den Kongresswahlen gewählt worden. In beiden Kammern ergab sich eine Mehrheit für die Demokratische Partei, die mit John F. Kennedy auch den US-Präsidenten stellte. Der Republikanischen Partei blieb nur die Rolle in der Opposition. Im Verlauf der Legislaturperiode kam es durch Rücktritte und Todesfälle zu kleineren personellen Änderungen, die aber die Mehrheitsverhältnisse nicht veränderten. Bei diesen Wahlen wurden auch Senatoren bzw. Kongressabgeordnete aus den im Jahr 1959 in die Union aufgenommenen Staaten Alaska und Hawaii gewählt. Wie bereits im vorherigen Kongress entstanden im Repräsentantenhaus zwei Überhangmandate, so dass die Zahl der Abgeordneten von 435 auf 437 stieg. Die Anpassung erfolgte mit der nächsten Legislaturperiode. Der Kongress tagte in der amerikanischen Bundeshauptstadt Washington, D.C. Die Sitzverteilung im Repräsentantenhaus basierte auf der Volkszählung von 1950.

## Wichtige Ereignisse
Siehe auch Einträge unter 1961 und 1962
- 3. Januar 1961: Beginn der Legislaturperiode des 87. Kongresses
- 20. Januar 1961: Der ebenfalls im November 1960 gewählte neue Präsident John F. Kennedy wird in sein neues Amt eingeführt.
- 29. März 1961: Der 23. Zusatzartikel zur Verfassung der Vereinigten Staaten wird von der notwendigen Mehrheit der Bundesstaaten ratifiziert. Damit kann der District of Columbia zukünftig an Präsidentenwahlen teilnehmen.
- 17. April 1961: Beginn der Invasion in der Schweinebucht auf Kuba. Das Unternehmen scheitert am 19. April.
- 4. Mai 1961: Die Freedom Riders unternehmen Busfahrten um die Einhaltung der vom Obersten Gerichtshof angeordneten Aufhebung der Rassentrennung zu überprüfen.
- 5. Mai 1961: Alan Shepard wird der erste Amerikaner im Weltraum
- 25. Mai 1961: Präsident Kennedy erklärt vor dem Kongress die Mondlandung innerhalb eines Jahrzehnts als eines seiner Ziele.
- 20. November 1961: Beisetzung von Sam Rayburn dem verstorbenen Sprecher des Repräsentantenhauses.
- 3. Februar 1962: Gegen Kuba wird ein Wirtschaftsembargo erlassen.
- 20. Februar 1962: John Glenn umkreist als erster Amerikaner die Erde in einem Raumschiff.
- 4. – 28. Oktober 1962: Die Kubakrise bedroht ernsthaft den Weltfrieden.

## Die wichtigsten Gesetze
In den Sitzungsperioden des 87. Kongresses wurden unter anderem folgende Bundesgesetze verabschiedet (siehe auch: Gesetzgebungsverfahren):
- 1. Mai 1961: Area Redevelopment Act
- 30. August 1961: Oil Pollution Act of 1961
- 4. September 1961: Foreign Assistance Act
- 13. September 1961: Interstate Wire Act of 1961
- 21. September 1961: Mutual Educational and Cultural Exchange Act of 1961
- 22. September 1961: Peace Corps Act of 1961 zur Schaffung des Friedenscorps.
- 26. September Arms Control and Disarmament Act of 1961
- 15. Oktober 1961: Community Health Services and Facilities Act
- 15. März 1962: Manpower Development and Training Act
- 28. Juni 1962: Migration and Refugee Assistance Act
- 13. August 1962: Communications Satellite Act of 1962
- 27. August 1962: Der Kongress verabschiedet den 24. Zusatzartikel zur Verfassung der Vereinigten Staaten, der im Januar 1964 von der notwendigen Mehrheit der Bundesstaaten ratifiziert wird.
- 11. Oktober 1962: Trade Expansion Act
- 23. Oktober 1962: Bribery Act, 1962
- 23. Oktober 1962: Vaccination Assistance Act
- 23. Oktober 1962: Rivers and Harbors Act of 1962

## Zusammensetzung nach Parteien

### Senat
|              | Partei (Schattierung zeigt Mehrheitspartei) | Partei (Schattierung zeigt Mehrheitspartei) | Partei (Schattierung zeigt Mehrheitspartei) | Total |   |
| ------------ | ------------------------------------------- | ------------------------------------------- | ------------------------------------------- | ----- | - |
|              |                                             |                                             |                                             | Total |   |
| Demokraten   | Republikaner                                | Sonstige                                    | Vakant                                      | Total |   |
| 86. Kongress | 65                                          | 35                                          | 0                                           | 100   | 0 |
|              |                                             |                                             |                                             |       |   |
| 87. Kongress | 66                                          | 34                                          | 0                                           | 100   | 1 |
| 88. Kongress | 65                                          | 35                                          | 0                                           | 100   |   |

### Repräsentantenhaus
|              | Partei (Schattierung zeigt Mehrheitspartei) | Partei (Schattierung zeigt Mehrheitspartei) | Partei (Schattierung zeigt Mehrheitspartei) | Total |   |
| ------------ | ------------------------------------------- | ------------------------------------------- | ------------------------------------------- | ----- | - |
|              |                                             |                                             |                                             | Total |   |
| Demokraten   | Republikaner                                | Unabhängige                                 | Vakant                                      | Total |   |
| 86. Kongress | 283                                         | 153                                         | 1                                           | 437   | 0 |
|              |                                             |                                             |                                             |       |   |
| 87. Kongress | 264                                         | 173                                         | 0                                           | 437   | 0 |
| 88. Kongress | 255                                         | 177                                         | 0                                           | 435   | 3 |

Außerdem gab es noch einen nicht stimmberechtigten Kongressdelegierten.

## Amtsträger

### Senat
- Präsident des Senats: Richard Nixon (R) bis zum 20. Januar 1961, dann Lyndon B. Johnson (D)
- Präsident pro tempore: Carl Hayden (D)

#### Führung der Mehrheitspartei
- Mehrheitsführer: Mike Mansfield (D)
- Mehrheitswhip: Hubert H. Humphrey (D)

#### Führung der Minderheitspartei
- Minderheitsführer: Everett Dirksen (R)
- Minderheitswhip: Thomas Kuchel (R)

### Repräsentantenhaus
- Sprecher des Repräsentantenhauses: Sam Rayburn (D) bis zum 16. November 1961, dann ab dem 10. Januar 1962 John W. McCormack.

#### Führung der Mehrheitspartei
- Mehrheitsführer: John W. McCormack (D) bis zum 10. Januar 1962, dann  Carl Albert (D) seit dem 10. Januar 1962
- Mehrheitswhip: Carl Albert (D) bis zum 10. Januar 1962,  dann Hale Boggs (D)

#### Führung der Minderheitspartei
- Minderheitsführer: Charles A. Halleck (R)
- Minderheitswhip: Leslie C. Arends (R)

## Senatsmitglieder
Im 87. Kongress vertraten folgende Senatoren ihre jeweiligen Bundesstaaten:
| Alabama - 2. John Sparkman (D) - 3. J. Lister Hill (D) Alaska - 2. Bob Bartlett (D) - 3. Ernest Gruening (D) Arizona - 1. Barry Goldwater (R) - 3. Carl Hayden (D) Arkansas - 2. John Little McClellan (D) - 3. J. William Fulbright (D) Kalifornien - 1. Clair Engle (D) - 3. Thomas Kuchel (R) Colorado - 2. Gordon L. Allott (R) - 3. John A. Carroll (D) Connecticut - 1. Thomas J. Dodd (D) - 3. Prescott Bush (R) Delaware - 1. John J. Williams (R) - 2. Cale Boggs (R) Florida - 1. Spessard Holland (D) - 3. George Smathers (D) Georgia - 2. Richard B. Russell (D) - 3. Herman Talmadge (D) Hawaii - 1. Hiram Fong (R) - 2. Oren E. Long (D) Idaho - 2. Henry Dworshak (R) bis zum 23. Juli 1962 - Leonard B. Jordan (R) ab dem 6. August 1962 - 3. Frank Church (D) Illinois - 2. Paul Howard Douglas (D) - 3. Everett Dirksen (R) Indiana - 1. Vance Hartke (D) - 3. Homer E. Capehart (R) Iowa - 2. Thomas E. Martin (R) - 3. Bourke B. Hickenlooper (R) Kansas - 2. Andrew Schoeppel (R) bis zum 21. Januar 1962 - James B. Pearson (R) ab dem 31. Januar 1962 - 3. Frank Carlson (R) Kentucky - 2. John Sherman Cooper (R) - 3. Thruston Ballard Morton (R) Louisiana - 2. Allen J. Ellender (D) - 3. Russell B. Long (D) Maine - 1. Edmund Muskie (D) - 2. Margaret Chase Smith (R) Maryland - 1. James Glenn Beall (R) - 3. John Marshall Butler (R) Massachusetts - 1. Benjamin A. Smith (D) bis zum 6. November 1962 - Edward Kennedy (D) ab dem 7. November 1962 - 2. Leverett Saltonstall (R) Michigan - 1. Philip Hart (D) - 2. Patrick V. McNamara (D) Minnesota - 1. Eugene McCarthy (D) bzw. (Democratic Farmer Labor Party) - 2. Hubert H. Humphrey (D) bzw. (Democratic Farmer Labor Party) Mississippi - 1. John C. Stennis (D) - 2. James Eastland (D) Missouri - 1. Stuart Symington (D) - 3. Edward V. Long (D) Montana - 1. Mike Mansfield (D) - 2. Lee Metcalf (D) | Nebraska - 1. Roman Hruska (R) - 2. Carl Curtis (R) Nevada - 1. Howard Cannon (D) - 3. Alan Bible (D) New Hampshire - 2. Styles Bridges (R) bis zum 26. November 1961 - Maurice J. Murphy (R) vom 10. Januar bis zum 6. November 1962 - Thomas J. McIntyre (D) ab dem 7. November 1962 - 3. Norris Cotton (R) New Jersey - 1. Harrison A. Williams (D) - 2. Clifford P. Case (R) New Mexico - 1. Dennis Chavez (D) bis zum 18. November 1962 - Edwin L. Mechem (R) ab dem 30. November 1962 - 2. Clinton Presba Anderson (D) New York - 1. Kenneth Keating (R) - 3. Jacob K. Javits (R) North Carolina - 2. B. Everett Jordan (D) - 3. Sam Ervin (D) North Dakota - 1. Quentin N. Burdick (D) - 3. Milton Young (R) Ohio - 1. Stephen M. Young (D) - 3. Frank J. Lausche (D) Oklahoma - 2. Robert S. Kerr (D) bis zum 1. Januar 1963 - 3. A. S. Mike Monroney (D) Oregon - 2. Maurine Brown Neuberger (D) - 3. Wayne Morse (D) Pennsylvania - 1. Hugh Scott (R) - 3. Joseph S. Clark (D) Rhode Island - 1. John O. Pastore (D) - 2. Claiborne Pell (D) South Carolina - 2. Strom Thurmond (D) - 3. Olin D. Johnston (D) South Dakota - 2. Karl Earl Mundt (R) - 3. Francis H. Case (R) bis zum 23. Juni 1962 - Joseph H. Bottum (R) ab dem 9. Juli 1962 Tennessee - 1. Albert Gore Sr. (D) - 2. Estes Kefauver (D) Texas - 1. Ralph Yarborough (D) - 2. William A. Blakley (D) bis zum 14. Juni 1961 - John Tower (R) ab dem 15. Juni 1961 Utah - 1. Frank Moss (D) - 3. Wallace F. Bennett (R) Vermont - 1. Winston L. Prouty (R) - 3. George Aiken (R) Virginia - 1. Harry F. Byrd Sr. (D) - 2. Absalom Willis Robertson (D) Washington - 1. Henry M. Jackson (D) - 3. Warren G. Magnuson (D) West Virginia - 1. Robert Byrd (D) - 2. Jennings Randolph (D) Wisconsin - 1. William Proxmire (D) - 3. Alexander Wiley (R) Wyoming - 1. Gale W. McGee (D) - 2. John Joseph Hickey (D) bis zum 6. November 1962 - Milward L. Simpson (R) ab dem 6. November 1962 |

## Mitglieder des Repräsentantenhauses
Folgende Kongressabgeordnete vertraten im 87. Kongress die Interessen ihrer jeweiligen Bundesstaaten:
| Alabama 9 Wahlbezirke - 1. Frank W. Boykin (D) - 2. George M. Grant (D) - 3. George W. Andrews (D) - 4. Kenneth A. Roberts (D) - 5. Albert Rains (D) - 6. Armistead I. Selden Jr. (D) - 7. Carl Elliott (D) - 8. Robert Jones Jr. (D) - 9. George Huddleston Jr. (D) Alaska Staatsweite Wahl - Ralph Julian Rivers (D) Arizona 2 Wahlbezirke - 1. John Jacob Rhodes (R) - 2. Stewart Lee Udall (D) bis zum 18. Januar 1961 - Mo Udall (D) ab dem 2. Mai 1961 Arkansas 6 Wahlbezirke. - 1. Ezekiel Candler Gathings (D) - 2. Wilbur Daigh Mills (D) - 3. James William Trimble (D) - 4. Oren Harris (D) - 5. Dale Alford (D) - 6. William Frank Norrell (D) bis zum 15. Februar 1961 - Catherine Dorris Norrell (D) ab dem 8. April 1961 Kalifornien 30 Wahlbezirke. - 1. Clement Woodnutt Miller (R) bis zum 7. Oktober 1962 - 2. Harold T. Johnson (D) - 3. John E. Moss (D) - 4. William S. Mailliard (R) - 5. John Shelley (D) - 6. John F. Baldwin (R) - 7. Jeffery Cohelan (D) - 8. George Paul Miller (D) - 9. J. Arthur Younger (R) - 10. Charles S. Gubser (R) - 11. John J. McFall (D) - 12. Bernice F. Sisk (D) - 13. Charles M. Teague (R) - 14. Harlan Hagen (D) - 15. Gordon L. McDonough (R) - 16. Alphonzo Bell Jr. (R) - 17. Cecil R. King (D) - 18. Craig Hosmer (R) - 19. Chester E. Holifield (D) - 20. H. Allen Smith (R) - 21. Edgar W. Hiestand (R) - 22. James C. Corman (D) - 23. Clyde Doyle (D) - 24. Glenard P. Lipscomb (R) - 25. John H. Rousselot (R) - 26. James Roosevelt (D) - 27. Harry R. Sheppard (D) - 28. James B. Utt (R) - 29. Dalip Singh Saund (D) - 30. Bob Wilson (R) Colorado 4 Wahlbezirke - 1. Byron G. Rogers (D) - 2. Peter H. Dominick (R) - 3. John Chenoweth (R) - 4. Wayne N. Aspinall (D) Connecticut 5 Wahlbezirke. Außerdem wurde ein Abgeordneter staatsweit gewählt - 1. Emilio Q. Daddario (D) - 2. Horace Seely-Brown (R) - 3. Robert Giaimo (D) - 4. Abner W. Sibal (R) - 5. John S. Monagan (D) - 6. Frank Kowalski (D) staatsweit gewählt Delaware Staatsweite Wahl - Harris B. McDowell (D) Florida 8 Wahlbezirke - 1. William C. Cramer (R) - 2. Charles Edward Bennett (D) - 3. Robert Sikes (D) - 4. Dante Fascell (D) - 5. Albert Sydney Herlong Jr. (D) - 6. Paul Grant Rogers (D) - 7. James A. Haley (D) - 8. Donald Ray Matthews (D) Georgia 10 Wahlbezirke - 1. George Elliott Hagan (D) - 2. John Leonard Pilcher (D) - 3. Elijah Lewis Forrester (D) - 4. John James Flynt Jr. (D) - 5. James Curran Davis (D) - 6. Carl Vinson (D) - 7. John William Davis (D) - 8. Iris Faircloth Blitch (D) - 9. Phillip M. Landrum (D) - 10. Robert Grier Stephens (D) Hawaii Staatsweite Wahl - Daniel Inouye (D) Idaho 2 Wahlbezirke - 1. Gracie Pfost (D) - 2. Ralph R. Harding (D) Illinois 25 Wahlbezirke - 1. William L. Dawson (D) - 2. Barratt O’Hara (D) - 3. William T. Murphy (D) - 4. Ed Derwinski (R) - 5. John C. Kluczynski (D) - 6. Thomas J. O’Brien (D) - 7. Roland V. Libonati (D) - 8. Dan Rostenkowski (D) - 9. Sidney R. Yates (D) - 10. Harold R. Collier (R) - 11. Roman Pucinski (D) - 12. Edward Rowan Finnegan (D) - 13. Marguerite S. Church (R) - 14. Elmer J. Hoffman (R) - 15. Noah M. Mason (R) - 16. John B. Anderson (R) - 17. Leslie C. Arends (R) - 18. Robert H. Michel (R) - 19. Robert B. Chiperfield (R) - 20. Paul Findley (R) - 21. Peter F. Mack (D) - 22. William L. Springer (R) - 23. George E. Shipley (D) - 24. Charles Melvin Price (D) - 25. Kenneth J. Gray (D) Indiana 11 Wahlbezirke - 1. Ray J. Madden (D) - 2. Charles A. Halleck (R) - 3. John Brademas (D) - 4. E. Ross Adair (R) - 5. J. Edward Roush (D) - 6. Richard L. Roudebush (R) - 7. William G. Bray (R) - 8. Winfield K. Denton (D) - 9. Earl Wilson (R) - 10. Ralph Harvey (R) - 11. Donald C. Bruce (R) Iowa 8 Wahlbezirke - 1. Fred Schwengel (R) - 2. James E. Bromwell (R) - 3. H. R. Gross (R) - 4. John Henry Kyl (R) - 5. Neal Edward Smith (D) - 6. Merwin Coad (D) - 7. Ben F. Jensen (R) - 8. Charles B. Hoeven (R) Kansas 6 Wahlbezirke. - 1. William H. Avery (R) - 2. Robert Fred Ellsworth (R) - 3. Walter Lewis McVey (R) - 4. Garner E. Shriver (R) - 5. James Floyd Breeding (D) - 6. Bob Dole (R) Kentucky 8 Wahlbezirke - 1. Frank Stubblefield (D) - 2. William Huston Natcher (D) - 3. Frank W. Burke (D) - 4. Frank Chelf (D) - 5. Brent Spence (D) - 6. John C. Watts (D) - 7. Carl D. Perkins (D) - 8. Eugene Siler (R) Louisiana 8 Wahlbezirke - 1. Felix Edward Hébert (D) - 2. Hale Boggs (D) - 3. Edwin E. Willis (D) - 4. Overton Brooks (D) bis zum 16. September 1961 - Joe Waggonner (D) ab dem 19. Dezember 1961 - 5. Otto E. Passman (D) - 6. James H. Morrison (D) - 7. T. Ashton Thompson (D) - 8. Harold B. McSween (D) Maine 3 Wahlbezirke - 1. Peter A. Garland (R) - 2. Stanley R. Tupper (R) - 3. Clifford McIntire (R) Maryland 7 Wahlbezirke. - 1. Thomas Francis Johnson (D) - 2. Daniel Brewster (D) - 3. Edward Garmatz (D) - 4. George Hyde Fallon (D) - 5. Richard Lankford (D) - 6. Charles Mathias (R) - 7. Samuel Nathaniel Friedel (D) Massachusetts 14 Wahlbezirke - 1. Silvio O. Conte (R) - 2. Edward Boland (D) - 3. Philip J. Philbin (D) - 4. Harold Donohue (D) - 5. F. Bradford Morse (R) - 6. William H. Bates (R) - 7. Thomas J. Lane (D) - 8. Torbert Macdonald (D) - 9. Hastings Keith (R) - 10. Laurence Curtis (R) - 11. Tip O’Neill (D) - 12. John W. McCormack (D) - 13. James A. Burke (D) - 14. Joseph William Martin (R) Michigan 18 Wahlbezirke - 1. Thaddeus M. Machrowicz (D) bis zum 18. September 1961 - Lucien N. Nedzi (D) ab dem 7. November 1961 - 2. George Meader (R) - 3. August E. Johansen (R) - 4. Clare Hoffman (R) - 5. Gerald Ford (R) - 6. Charles E. Chamberlain (R) - 7. James G. O’Hara (D) - 8. James Harvey (R) - 9. Robert P. Griffin (R) - 10. Elford Albin Cederberg (R) - 11. Victor A. Knox (R) - 12. John B. Bennett (R) - 13. Charles Diggs (D) - 14. Louis C. Rabaut (D) bis zum 12. November 1961 - Harold M. Ryan (D) ab dem 13. Februar 1962 - 15. John Dingell Jr. (D) - 16. John Lesinski Jr. (D) - 17. Martha Griffiths (D) - 18. William Broomfield (R) Minnesota 9 Wahlbezirke - 1. Al Quie (R) - 2. Ancher Nelsen (R) - 3. Clark MacGregor (R) - 4. Joseph Karth (DFL= Democratic Farmer Labor Party) - 5. Walter Henry Judd (R) - 6. Fred Marshall (DFL) - 7. Herman Carl Andersen (R) - 8. John Blatnik (DFL) - 9. Odin Langen (R) Mississippi 6 Wahlbezirke - 1. Thomas Abernethy (D) - 2. Jamie L. Whitten (D) - 3. Frank E. Smith (D) bis zum 14. November 1962 - 4. John Bell Williams (D) - 5. W. Arthur Winstead (D) - 6. William M. Colmer (D) Missouri 11 Wahlbezirke - 1. Frank M. Karsten (D) - 2. Thomas B. Curtis (R) - 3. Leonor Sullivan (D) - 4. William J. Randall (D) - 5. Richard Walker Bolling (D) - 6. William Raleigh Hull (D) - 7. Durward Gorham Hall (R) - 8. Richard Howard Ichord (D) - 9. Clarence Cannon (D) - 10. Paul C. Jones (D) - 11. Morgan M. Moulder (D) Montana 2 Wahlbezirke - 1. Arnold Olsen (D) - 2. James Franklin Battin (R) Nebraska 4 Wahlbezirke - 1. Phillip Hart Weaver (R) - 2. Glenn Clarence Cunningham (R) - 3. Ralph F. Beermann (R) - 4. David T. Martin (R) | Nevada Staatsweite Wahl - Walter S. Baring (D) New Hampshire 2 Wahlbezirke - 1. Chester Earl Merrow (R) - 2. Perkins Bass (R) New Jersey 14 Wahlbezirke - 1. William T. Cahill (R) - 2. Milton W. Glenn (R) - 3. James C. Auchincloss (R) - 4. Frank Thompson (D) - 5. Peter Frelinghuysen (R) - 6. Florence P. Dwyer (R) - 7. William B. Widnall (R) - 8. Charles Samuel Joelson (D) - 9. Frank C. Osmers (R) - 10. Peter Wallace Rodino (D) - 11. Hugh Joseph Addonizio (D) bis zum 30. Juni 1962 - 12. George M. Wallhauser (R) - 13. Cornelius Edward Gallagher (D) - 14. Dominick V. Daniels (D) New Mexico Staatsweite Wahl für zwei Abgeordnete - Thomas G. Morris (D) - Joseph Montoya (D) New York 43 Wahlbezirke - 1. Otis G. Pike (D) - 2. Steven Derounian (R) - 3. Frank J. Becker (R) - 4. Seymour Halpern (R) - 5. Joseph Patrick Addabbo (D) - 6. Lester Holtzman (D) bis zum 31. Dezember 1961 - Benjamin Stanley Rosenthal (D) ab dem 20. Februar 1962 - 7. James J. Delaney (D) - 8. Victor Anfuso (D) - 9. Eugene James Keogh (D) - 10. Edna F. Kelly (D) - 11. Emanuel Celler (D) - 12. Hugh Carey (D) - 13. Abraham J. Multer (D) - 14. John J. Rooney (D) - 15. John H. Ray (R) - 16. Adam C. Powell Jr. (D) - 17. John Lindsay (R) - 18. Alfred E. Santangelo (D) - 19. Leonard Farbstein (D) - 20. William Fitts Ryan (D) - 21. Herbert Zelenko (D) - 22. James C. Healey (D) - 23. Jacob H. Gilbert (D) - 24. Charles A. Buckley (D) - 25. Paul A. Fino (R) - 26. Edwin B. Dooley (R) - 27. Robert R. Barry (R) - 28. Katharine St. George (R) - 29. J. Ernest Wharton (R) - 30. Leo W. O’Brien (D) - 31. Carleton J. King (R) - 32. Samuel S. Stratton (D) - 33. Clarence E. Kilburn (R) - 34. Alexander Pirnie (R) - 35. R. Walter Riehlman (R) - 36. John Taber (R) - 37. Howard W. Robison (R) - 38. Jessica M. Weis (R) - 39. Harold C. Ostertag (R) - 40. William E. Miller (R) - 41. Thaddeus J. Dulski (D) - 42. John R. Pillion (R) - 43. Charles Goodell (R) North Carolina 12 Wahlbezirke - 1. Herbert Covington Bonner (D) - 2. Lawrence H. Fountain (D) - 3. David N. Henderson (D) - 4. Harold D. Cooley (D) - 5. Ralph James Scott (D) - 6. Horace R. Kornegay (D) - 7. Alton Asa Lennon (D) - 8. Alvin Paul Kitchin (D) - 9. Hugh Quincy Alexander (D) - 10. Charles R. Jonas (R) - 11. Basil Lee Whitener (D) - 12. Roy A. Taylor (D) North Dakota 2 Abgeordnete die staatsweit gewählt wurden - Don L. Short (R) - Hjalmar Carl Nygaard (R) Ohio 23 Wahlbezirke - 1. Gordon H. Scherer (R) - 2. Donald D. Clancy (R) - 3. Paul F. Schenck (R) - 4. William Moore McCulloch (R) - 5. Del Latta (R) - 6. Bill Harsha (R) - 7. Clarence J. Brown (R) - 8. Jackson Edward Betts (R) - 9. Thomas Ashley (D) - 10. Walter H. Moeller (D) - 11. Robert E. Cook (D) - 12. Samuel L. Devine (R) - 13. Charles Adams Mosher (R) - 14. William Hanes Ayres (R) - 15. Tom Van Horn Moorehead (R) - 16. Frank T. Bow (R) - 17. John M. Ashbrook (R) - 18. Wayne Hays (D) - 19. Michael J. Kirwan (D) - 20. Michael A. Feighan (D) - 21. Charles Vanik (D) - 22. Frances P. Bolton (R) - 23. William Edwin Minshall (R) Oklahoma 6 Wahlbezirke - 1. Page Belcher (R) - 2. Ed Edmondson (D) - 3. Carl Albert (D) - 4. Tom Steed (D) - 5. John Jarman (D) - 6. Victor Wickersham (D) Oregon 4 Wahlbezirke - 1. Walter Norblad (R) - 2. Al Ullman (D) - 3. Edith Green (D) - 4. Edwin Russell Durno (R) Pennsylvania 30 Wahlbezirke - 1. William A. Barrett (D) - 2. Kathryn E. Granahan (D) - 3. James A. Byrne (D) - 4. Robert N. C. Nix (D) - 5. William J. Green Jr. (D) - 6. Herman Toll (D) - 7. William H. Milliken (R) - 8. Willard S. Curtin (R) - 9. Paul B. Dague (R) - 10. William Scranton (R) - 11. Daniel J. Flood (D) - 12. Ivor D. Fenton (R) - 13. Richard Schweiker (R) - 14. George M. Rhodes (D) - 15. Francis E. Walter (D) - 16. Walter M. Mumma (R) bis zum 25. Februar 1961 - John C. Kunkel (R) ab dem 16. Mai 1961 - 17. Herman T. Schneebeli (R) - 18. J. Irving Whalley (R) - 19. George Atlee Goodling (R) - 20. James E. Van Zandt (R) - 21. John Herman Dent (D) - 22. John P. Saylor (R) - 23. Leon H. Gavin (R) - 24. Carroll D. Kearns (R) - 25. Frank M. Clark (D) - 26. Thomas E. Morgan (D) - 27. James G. Fulton (R) - 28. William S. Moorhead (D) - 29. Robert J. Corbett (R) - 30. Elmer J. Holland (D) Rhode Island 2 Wahlbezirke - 1. Fernand St. Germain (D) - 2. John E. Fogarty (D) South Carolina 6 Wahlbezirke. - 1. Lucius Mendel Rivers (D) - 2. John Jacob Riley (D) bis zum 1. Januar 1962 - Corinne Boyd Riley (D) ab dem 10. April 1962 - 3. William Dorn (D) - 4. Robert Thomas Ashmore (D) - 5. Robert W. Hemphill (D) - 6. John Lanneau McMillan (D) South Dakota 2 Wahlbezirke - 1. Ben Reifel (R) - 2. Ellis Yarnal Berry (R) Tennessee 9 Wahlbezirke - 1. Brazilla Carroll Reece (R) bis zum 19. März 1961 - Louise Goff Reece (R) ab dem 16. Mai 1961 - 2. Howard Baker Sr. (R) - 3. James B. Frazier Jr. (D) - 4. Joe L. Evins (D) - 5. Joseph Carlton Loser (D) - 6. Ross Bass (D) - 7. Tom J. Murray (D) - 8. Fats Everett (D) - 9. Clifford Davis (D) Texas 22 Wahlbezirke - 1. Wright Patman (D) - 2. Jack Bascom Brooks (D) - 3. Lindley Beckworth (D) - 4. Sam Rayburn (D) bis zum 16. November 1961 - Ray Roberts (D) ab dem 30. Januar 1962 - 5. Bruce Alger (R) - 6. Olin E. Teague (D) - 7. John Dowdy (D) - 8. Albert Thomas (D) - 9. Clark W. Thompson (D) - 10. Homer Thornberry (D) - 11. William R. Poage (D) - 12. Jim Wright (D) - 13. Frank N. Ikard (D) bis zum 15. Dezember 1961 - Graham B. Purcell (D) ab dem 27. Januar 1962 - 14. John Andrew Young (D) - 15. Joe M. Kilgore (D) - 16. J. T. Rutherford (D) - 17. Omar Truman Burleson (D) - 18. Walter E. Rogers (D) - 19. George H. Mahon (D) - 20. Paul Joseph Kilday (D) bis zum 24. September 1961 - Henry B. Gonzalez (D) ab dem 4. November 1961 - 21. O. C. Fisher (D) - 22. Robert R. Casey (D) Utah 2 Wahlbezirke - 1. M. Blaine Peterson (D) - 2. David S. King (D) Vermont 1 Wahlbezirk (staatsweit) - 1. Robert Stafford (R) Virginia 10 Wahlbezirke - 1. Thomas N. Downing (D) - 2. Porter Hardy Jr. (D) - 3. J. Vaughan Gary (D) - 4. Watkins Moorman Abbitt (D) - 5. William M. Tuck (D) - 6. Richard Harding Poff (R) - 7. Burr Harrison (D) - 8. Howard W. Smith (D) - 9. William Pat Jennings (D) - 10. Joel Broyhill (R) Washington 7 Wahlbezirke - 1. Thomas Pelly (R) - 2. Alfred Westland (R) - 3. Julia Butler Hansen (D) - 4. Catherine Dean May (R) - 5. Walt Horan (R) - 6. Thor Tollefson (R) - 7. Donald H. Magnuson (D) West Virginia 6 Wahlbezirke - 1. Arch A. Moore (R) - 2. Harley Orrin Staggers (D) - 3. Cleveland M. Bailey (D) - 4. Ken Hechler (D) - 5. Elizabeth Kee (D) - 6. John M. Slack (D) Wisconsin 10 Wahlbezirke - 1. Henry C. Schadeberg (R) - 2. Robert Kastenmeier (D) - 3. Vernon Wallace Thomson (R) - 4. Clement J. Zablocki (D) - 5. Henry S. Reuss (D) - 6. William Van Pelt (R) - 7. Melvin R. Laird (R) - 8. John W. Byrnes (R) - 9. Lester Johnson (D) - 10. Alvin O’Konski (R) Wyoming Staatsweite Wahlen - William Henry Harrison (R) |

Nicht stimmberechtigte Mitglieder im Repräsentantenhaus:
- Puerto Rico:
  - Antonio Fernós Isern